# Districte de Kohat
El districte de Kohat és un districte de Pakistan a la Província de la Frontera del Nord-oest amb capital a Kohat. Està poblat per tribus paixtus com els khattaks, bangash i orakzais i la llengua principal és el paixtu. La superfície és de 2.545 km² i la població al cens de 1998 era de 562.644 habitants. El territori és en general muntanyós excepte a l'est cap a l'Indus i al sud-oest cap al riu Khurram. Els rius Kohat Toi i Teri Toi, afluents de l'Indus, i Shkalai, afluent del Khurram, són els principals

## Administració
Està dividit en dos tehsils:
- Kohat
- Lachi

## Història
La primera menció històrica és en temps de Baber que hi va fer una expedició el 1505, quan vivien i governaven a la zona els bangash i els khattak, subgrups dels paixtus; els primers dominaven la vall de Miranzai i la meitat occidental del Kohat propi; i els khattaks la resta a l'orient fins a l'Indus; segons la tradició els bangash havien estat expulsat de Gardiz en territori Ghilzai i s'havien establert a la vall del Khurram al segle xiv i després es van estendre més a l'est cap a Miranzai i Kohat lluitant contra els orakzais als que van empènyer cap a les muntanyes; els khattaks havien sortit segons la tradició de les muntanya Sulayman al segle xiii i s'havien establert a Bannu però enfrontats als bannuchis van emigrar al nord al segle xv i van ocupar la zona oriental de Kohat. En el seu atac Baber va saquejar Kohat i Hangu. Quan després Baber va conquerir l'Índia i va establir l'imperi mogol, el territori de Kohat era nominalment una part de l'imperi però de fet els bangash i els khattaks tenien tot el poder. El cap khattak Malik Akor, va acordar amb Akbar que defensaria el territori al sud del riu Kabul contra qualsevol atac i va rebre a canvi la concessió del territori amb drets de duanes al pas d'Akora a l'Indus. Els seus descendents van governar sobre els khattaks i sobre el territori amb seu a Akora; entre ells va destacar el poeta guerrer Khushhal Khan.
El 1747 la sobirania sobre Kohat va passar a Ahmad Shah Abdali que la va exercir però a través dels bangash i els khattak; el tehsil de Teri va esdevenir poc després d'un cap d'una branca júnior dels senyors d'Akora. Al començar el segle xix formà un govern territorial sota autoritat del barakzai Sardar Samad Khan, servidor de Dost Muhammad, emir de l'Afganistan. Els fills de Sardar Samad Khan foren expulsats el 1828 pels sardars de Peshawar, el principal dels quals fou Sultan Muhammad Khan. A Teri les funcions de cap local van esdevenir hereditàries i aquestos sobirans van governar sobre els khattaks occidentals en completa independència d'Akora.
Això va portar a diversos conflictes entre Teri i Akora i era freqüent que hi hagués al mateix temps dos pretendents al tron; les funcions de cap canviaven sovint de mans i es van produir diversos assassinats i rebel·lions. Sultan Muhammad Khan de Peshawar fou confirmat per Ranjit Singh en la possessió de Kohat, Hangu, i Teri. Rasul Khan va aconseguir el tron de Teri però va morir el 1843 i el va succeir el seu fill adoptiu Khwaja Muhammad Khan, mentre Sultan Muhammad Khan continuava governant la resta del districte amb els seus fills als llocs principals, encara que el control era precari i les rebel·lions constants; la regió de l'Alt Miranzai era pràcticament independent. Durant la segona Guerra Sikh el 1849, George Lawrence, l'oficial britànic a la zona, es va refugiar a Kohat però Sultan Muhammad Khan el va enganyar i el va lliurar presoner als sikhs. Al final de la guerra Sultan Muhammad Khan i els seus es van retirar a Kabul i el districte amb la resta del Panjab fou annexionat pels britànics. Khwaja Muhammad Khan que s'havia posat del costat dels britànic va conservar el poder al tahsil de Teri que va esdevenir jagir perpetu. El 1872 Khwaja Muhammad va aconseguir el títol de nawab i fou fet cavaller de l'orde l'estrella de l'Índia morint el 1889 i sent succeït pel seu fill Khan Bahadur Abdul Ghafur Khan.
Amb l'annexió el 1849 el límit occidental va quedar indefinit però l'agost de 1851 l'Alt Miranzai fou formalment annexionat per una proclamació i una expedició militar va conquerir la vall; no hi va haver combats excepte un petit enfrontament amb els wazirs prop de Biland Khel. Les tribus de Miranzai no volien el govern afganès ni el britànic i van mostrar sempre gran insubordinació refusant complir moltes ordes, al mateix temps que van seguir la seva costum de fer incursions a la zona de frontera, el que afectava a la pau al districte; finalment el 1855 una força de 4000 homes va anar a la vall, va forçar la recaptació de tributs i va castigar a un poble que s'hi resistia al peu de les muntanyes Zaimukht; no obstant aviat les tribus de Miranzai van acceptar de bon grat el govern britànic i el 1857 no hi va haver cap disturbi a la zona ni en cap altra part del districte. El març de 1858 es va decidir que el riu Khurram formaria el límit occidental del districte deixant doncs fora a Biland Khel, a l'altra riba. Es va construir una carretera entre Kohat i Peshawar el que va portar a alguns enfrontaments amb les tribus Bahadur Khel a Bannu, però aviat la pau fou restablerta.
Kohat fou integrat a la província de Panjab. Estava formada per una ciutat (Kohat, la capital, única municipalitat) i 298 pobles amb una població de:
- 1881: 174.762
- 1891: 195.148
- 1901: 217.865

Estava format per tres tahsils: 
- Kohat
- Teri
- Hangu

El tehsil de Kohat tenia una superfície de 2100 km² i el formava la vall de Kohat, Kohat Toi, i el baix Miranzai, amb una població de el 1901 de 79.601, amb capital a Kohat (30.762 habitants) i amb 89 pobles més.
El governador o subcomissionat del districte tenia també el control de les tribus: Jowakis, Afridis, Orazkai, Biland Khel i Kabul Khel Wazirs. Hi havia camps militars a Thal i Fort Lockhart. Els musulmans eren el 91% els hindus el 7% i el sikhs la resta. La llengua comuna era el paixtu però alguns petits grups parlaven un dialecte panjabi. Les tribus principals eren els bangash i el khattaks ambdues paixtus; seguien els awans, els sayyids i els arores.
El districte de Karak (els antics dominis del nawab de Teri) i el districte d'Hangu foren segregats posteriorment, el primer l'1 de juliol de 1982, i el segon el 1998.